# Azavad
Azavad (arapski: أزواد, neotifinaški: ⴰⵣⴰⵓⴷ, francuski: Azawad ili Azaouad) je nepriznata samoproglašena de facto suverena država na sjeverozapadu Afrike koju je proglasio Nacionalni pokret za oslobođenje Azavada (MNLA). On od travnja 2012. godine pod svojom kontrolom drži pokrajine Timbuktu, Kidal, Gao i dijelove pokrajine Mopti, koji su međuanarodno priznati kao dijelovi Republike Mali. Teritorij Azavada graniči s Malijem i Burkinom Faso na jugu, Mauritanijom na zapadu i sjeverozapadu, Alžirom na sjeveru i Nigerom na istoku i jugoistoku. Obuhvaća dio Sahare i Sahela.
Treći rat za neovisnost Azavada u pola stoljeća je počeo nakon rata u Libiji kada je oboren Moamer Gadafi koji je bio garant mira sklopljenog 2009. godine. Rat za neovisnost je formalno počeo 17. siječnja 2012., a već 6. travnja 2012. Nacionalni pokret za oslobođenje Azavada, čije snage kontroliraju najveći dio područja, je na svojoj internetskoj stranici objavio odgovarajući tekst o "nepovratnoj" neovisnosti od Malija. Država još nije dobila ničije međunarodno priznanje.
God. 1950. etnički sastav sjevernog Malija, tj. dviju najvećih pokrajina Timbuktu i Gao je bio:
- Timbuktu: 57% Tuarezi, 26% Songhai, 15% Mauri;
- Gao: 46% Songhai, 35% Tuarezi, 9% Mauri;
a ostatak pripada drugim narodima od kojih su najbrojniji Fulbe, te Peul, Bambara, Sambogo, Bobo, Bozo i dr.

Velika većina stanovništva su muslimani, uglavnom Suniti, dok Tuarezi uglavnom prakticiraju sufizam poznat kao Malikijski mezheb.